# Recep Akdağ

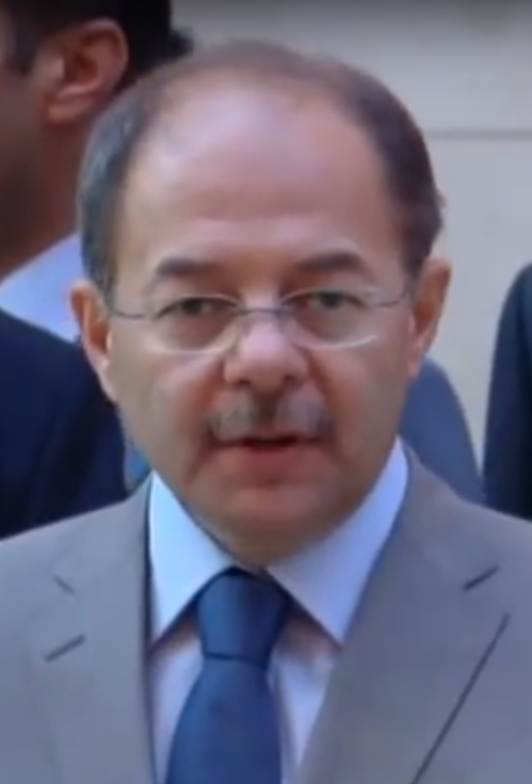
Recep Akdağ

Recep Akdağ (* 8. Mai 1960 in Erzurum) ist ein türkischer Politiker, ehemaliger Gesundheitsminister und ehemaliger stellvertretender Ministerpräsident der Republik Türkei.
Akdağ ist habilitierter Mediziner und war seit Anfang der 1990er Jahre Dozent für Kinderheilkunde und Epidemiologie an der Atatürk-Universität.
Seit 2002 ist er Abgeordneter der AKP und war von 2002 bis Anfang 2013 Gesundheitsminister der Türkei. In seine Zuständigkeit fiel im Jahr 2006 die Krise um die Erkrankungen an der Vogelgrippe H5N1 im Osten des Landes.
Akdağ war bereits im Kabinett Gül und im I. Erdoğan-Kabinett Gesundheitsminister. Er war seit dem 29. August 2007 Mitglied des II. Erdoğan-Kabinetts der AKP-Regierung unter Erdoğan und war vom 6. Juli 2011 bis zum 24. Januar 2013 erneut Gesundheitsminister. Sein Stellvertreter war Nihat Tosun. Am 24. Mai 2016 wurde er im Zuge eines Kabinettwechsels unter dem neuen Premierminister Binali Yıldırım erneut ins Amt des Gesundheitsministers berufen. Von Juli 2017 bis Juli 2018 war er stellvertretender Ministerpräsident, ebenfalls im Kabinett Yıldırım.